# Estádio Manoel Dantas Barretto
L’Estádio Manoel Dantas Barretto, chiamato anche Estádio Manoel Barretto, o con il nome di Estádio Barrettão, o semplicemente come Barrettão; è uno stadio situato nella città di Ceará-Mirim, in Brasile. Viene utilizzato principalmente per le partite di calcio e ospita le partite casalinghe del Globo. Lo stadio ha una capienza massima di 10.000 persone.